# 50 mètres dos féminin aux championnats du monde de natation 2024
Cet article traite de l'épreuve féminine. Pour la compétition masculine, voir 50 mètres dos masculin aux championnats du monde de natation 2024.
Le 50 mètres dos féminin est une épreuve de natation sportive des championnats du monde de natation 2024. Elle a lieu les 14 et 15 février 2024 à Doha au Qatar.

## Records
Avant cette compétition, les records dans cette discipline étaient :
| Record du monde       | 26 s 98 | Liu Xiang | 21 août 2018    | Jakarta, Indonésie |
| Record du championnat | 27 s 06 | Zhao Jing | 30 juillet 2009 | Rome, Italie       |

## Résultats détaillés
Les 16 meilleurs temps se qualifient pour les demi-finales (Q), puis les 8 meilleurs demi-finalistes passent en finale (F).

### Séries
| Rang | Série | Ligne | Nageuse | Pays | Temps | Commentaire |
| ---- | ----- | ----- | ------- | ---- | ----- | ----------- |
| 1    |       |       |         |      |       | Q           |
| 2    |       |       |         |      |       | Q           |
| 3    |       |       |         |      |       | Q           |
| 4    |       |       |         |      |       | Q           |
| 5    |       |       |         |      |       | Q           |
| 6    |       |       |         |      |       | Q           |
| 7    |       |       |         |      |       | Q           |
| 8    |       |       |         |      |       | Q           |
| 9    |       |       |         |      |       | Q           |
| 10   |       |       |         |      |       | Q           |
| 11   |       |       |         |      |       | Q           |
| 12   |       |       |         |      |       | Q           |
| 13   |       |       |         |      |       | Q           |
| 14   |       |       |         |      |       | Q           |
| 15   |       |       |         |      |       | Q           |
| 16   |       |       |         |      |       | Q           |
| 17   |       |       |         |      |       |             |
| 18   |       |       |         |      |       |             |
| 19   |       |       |         |      |       |             |
| 20   |       |       |         |      |       |             |
| 21   |       |       |         |      |       |             |
| 22   |       |       |         |      |       |             |
| 23   |       |       |         |      |       |             |
| 24   |       |       |         |      |       |             |
| 25   |       |       |         |      |       |             |

### Demi-finales
| Rang | Série | Ligne | Nageuse              | Pays           | Temps | Commentaire |
| ---- | ----- | ----- | -------------------- | -------------- | ----- | ----------- |
| 1    | 1     | 5     | Iona Anderson        | Australie      | 27.51 | F           |
| 2    | 1     | 4     | Lauren Cox           | Royaume-Uni    | 27.55 | F           |
| 3    | 2     | 5     | Claire Curzan        | États-Unis     | 27.65 | F           |
| 4    | 2     | 4     | Ingrid Wilm          | Canada         | 27.68 | F           |
| 5    | 2     | 3     | Theodora Drakou      | Grèce          | 28.00 | F           |
| 6    | 1     | 3     | Adela Piskorska      | Pologne        | 28.06 | F           |
| = 7  | 2     | 1     | Louise Hansson       | Suède          | 28.13 | F           |
| = 7  | 2     | 2     | Kira Toussaint       | Pays-Bas       | 28.13 | F           |
| = 9  | 1     | 1     | Maaike de Waard      | Pays-Bas       | 28.14 |             |
| = 9  | 1     | 6     | Costanza Cocconcelli | Italie         | 28.14 |             |
| 11   | 2     | 7     | Jaclyn Barclay       | Australie      | 28.17 |             |
| 12   | 1     | 8     | Kathleen Dawson      | Royaume-Uni    | 28.22 |             |
| 13   | 2     | 8     | Paulina Peda         | Pologne        | 28.33 |             |
| 14   | 1     | 2     | Emma Harvey          | Allemagne      | 28.47 |             |
| 15   | 1     | 7     | Tayla Jonker         | Afrique du Sud | 28.48 |             |
| 15   | 2     | 6     | Stephanie Au         | Hong Kong      | 28.48 |             |

| Rang | Ligne | Nageuse              | Pays     | Temps |
| ---- | ----- | -------------------- | -------- | ----- |
| 1    | 4     | Maaike de Waard      | Pays-Bas | 27.89 |
| 2    | 5     | Costanza Cocconcelli | Italie   | 28.24 |

### Finale
| Rang               | Ligne | Nageuse          | Pays        | Temps   |
| ------------------ | ----- | ---------------- | ----------- | ------- |
| Médaille d'or      | 3     | Claire Curzan    | États-Unis  | 27 s 43 |
| Médaille d'argent  | 4     | Iona Anderson    | Australie   | 27 s 45 |
| Médaille de bronze | 6     | Ingrid Wilm      | Canada      | 27 s 61 |
| 4                  | 5     | Lauren Cox       | Royaume-Uni | 27 s 65 |
| 5                  | 2     | Theodora Drakou  | Grèce       | 27 s 84 |
| 6                  | 7     | Padela Piskorska | Pologne     | 28 s 09 |
| 7                  | 8     | Kira Toussaint   | Pays-Bas    | 28 s 18 |
| 8                  | 1     | Louise Hansson   | Suède       | 28 s 32 |